# Basilichthys microlepidotus
Basilichthys microlepidotus é uma espécie de peixe da família Atherinopsidae, endémica do Chile.